# Carta 77
Carta 77 a fost o inițiativă civică, de disidență, din Cehoslovacia între 1977 și 1992.
Numele a fost omonim cu documentul Carta 77, redactat în ianuarie 1977.
Membrii fondatori au fost: Václav Havel, Jan Patočka, Zdeněk Mlynář, Jiří Hájek și Pavel Kohout. După Revoluția de catifea din 1989, mulți dintre membrii grupului au avut roluri importante în politica cehă și slovacă.

## Formarea și țelurile politice
Manifestul omonim publicat în ianuarie 1977 într-un ziar vest-german fusese semnat de 243 de cetățeni cehoslovaci, care reprezentau diferite ocupații, poziții politice și religioase, dar până la mijlocul anilor 1980 ca. 1200 de oameni îl semnaseră. Motivat în parte de arestarea membrilor grupului rock Plastic People of the Universe, Carta 77 critica regimul cehoslovac pentru nerespectarea drepturilor omului și nepunerea în aplicare a unui număr de documente și tratate internaționale pe care le semnase, inclusiv Constituția Cehoslovaciei din 1960, Actul Final al Conferinței pentru Securitate și Cooperare în Europa de la Helsinki din 1975 și statute ale Națiunilor Unite referitoare la drepturi politice, civile, economice și culturale.

## Reacția guvernului
Reacția guvernului față de apariția documentului (în formă samizdat) a fost una dură. Presa de stat a descris manifestul ca un document antistatal, antisocialist, demagogic, abuziv. Semnatarii au fost numiți printre altele „trădători și renegați”, „servitori loiali ai imperialismului”, „politicieni falimentari” și „aventurieri internaționali”. Semnatarii au fost dați afară din serviciu, copiilor lor li s-a refuzat să urmeze învățământul superior, li s-a suspendat permisul de conducere, au fost exilați forțat, li s-a retras cetățenia, au fost arestați și băgați la pușcărie. Mulți membrii au fost șantajați să colaboreze cu poliția secretă cehoslovacă, așa-numita Státní bezpečnost.
Felul în care au fost tratați semnatarii Cartei a dat naștere unui grup de suport numit Výbor na obranu nespravedlivě stíhaných (VONS) („Comitetul pentru apărarea celor persecutați pe nedrept”). În octombrie 1979, 6 membri ai acestui grup, inclusiv Václav Havel, au fost judecați pentru subversiune, primind sentințe de până la 5 ani închisoare.
Spre sfârșitul anilor 1980, când regimurile comuniste din estul Europei erau slăbite, membrii Cartei 77 au folosit șansa de a organiza o opoziție mai clară față de regim. Cu ocazia Revoluției de catifea, membrii grupului au jucat un rol principal în negocierea transferului neviolent de la comunism spre democrație. Václav Havel a devenit Președintele Cehoslovaciei.
Când mișcarea și-a pierdut dreptul la existență, odată cu reinstaurarea democrației în Cehoslovacia, s-a autodizolvat în 1992.
În România, Paul Goma a fost unul dintre cei care s-au solidarizat în mod deschis cu Carta 77.

## Semnatari (selecție)
- Rudolf Battěk[1]
- Jarmila Belikova
- Pavel Bergmann
- Vincent Cheremi
- Petr Chudožilov
- Gábor Demszky
- Jiří Dienstbier
- Anna Fárová
- Jiří Gruša
- Jiří Hanzelka
- Ladislav Lis
- Jiří Hájek
- Miloš Hájek[2]
- Václav Havel
- Olga Havlová
- Zbyněk Hejda
- Ladislav Hejdánek
- Josef Hiršal
- Jaroslav Hutka
- Vladimír Kadlec
- Eva Kantůrková
- Svatopluk Karásek
- Alexandr Kliment
- Vladimír Klokočka
- Pavel Kohout
- Jiří Kolář
- Jaroslav Kořán[3]
- Florin Kovach
- František Kriegel
- Marta Kubišová
- Rudolf Kučera[4]
- Vaclav Lamser
- Tomas Laslo
- Miroslav Lehký
- Milan Machovec
- Václav Malý
- Ivan Mašek[5]
- Stanislav Milota[6]
- Zdeněk Mlynář
- Otmar Oliva
- Milan Otáhal
- Eduard Ovčáček
- Martin Palouš
- Jan Patočka
- Jan Petránek[7]
- Petr Pithart
- Hana Ponická
- Karol Sidon
- Jaroslav Šabata[8]
- Anna Šabatová
- Vojtěch Sedláček
- Jaroslav Seifert
- Gertruda Sekaninová-Čakrtová
- Jiřina Šiklová
- Oldřich Škácha
- Dominik Tatarka
- Milan Uhde
- Petr Uhl
- Ludvík Vaculík
- Jiří Wolf[9]